# 阿尔塔瓦兹德 (拜占庭)
阿尔塔瓦兹德（？—743年）也称阿尔塔巴斯杜斯（希臘語： 或）是一位拜占庭帝国将军和皇帝（741～743年在位）。
原为亚美尼亚军区司令，因助利奥三世夺取帝位有功，利奥三世将女儿嫁给他，并担任宫廷近卫军首领（Curopalates）和地位重要的奥普西金军区司令。他反对毁坏圣像运动，他得到一部分人支持自立为帝。742年，他成功袭击了途径小亚细亚进攻阿拉伯人的君士坦丁五世，率军进入君士坦丁堡，在摄政王和大教长的支持下加冕为皇帝。君士坦丁五世在安纳托利亚军区等军区的支持下于743年击败阿尔塔瓦兹德夺回帝位。阿尔塔瓦兹德和他的两个儿子遭到游街示众，并在大竞技场被刺瞎双目。